# Desolation Angels
Desolation Angels é o quinto álbum de estúdio da banda Bad Company, lançado a 17 de Março de 1979. O título foi inspirado no livro homônimo de Jack Kerouac, publicado em 1965.
| Críticas profissionais                                                      | Críticas profissionais |
| Avaliações da crítica                                                       | Avaliações da crítica  |
| Fonte                                                                       | Avaliação              |
| --------------------------------------------------------------------------- | ---------------------- |
| allmusic                                                                    | [ 1 ]                  |
| Esta tabela precisa de ser acompanhada por texto em prosa. Consulte o guia. |                        |

## Faixas

### Lado 1
1. "Rock 'n' Roll Fantasy" (Paul Rodgers) – 3:20
2. "Crazy Circles" (Paul Rodgers) - 3:32
3. "Gone, Gone, Gone" (Boz Burrell) - 3:50
4. "Evil Wind" (Paul Rodgers) - 4:22
5. "Early in the Morning" (Paul Rodgers) - 5:45

### Lado 2
1. "Lonely for Your Love" (Mick Ralphs) - 3:26
2. "Oh, Atlanta" (Mick Ralphs) - 4:08
3. "Take the Time" (Mick Ralphs) - 4:14
4. "Rhythm Machine" (Simon Kirke/Boz Burrell) - 3:44
5. "She Brings Me Love" (Paul Rodgers) - 4:42